# Reinhold Rabich

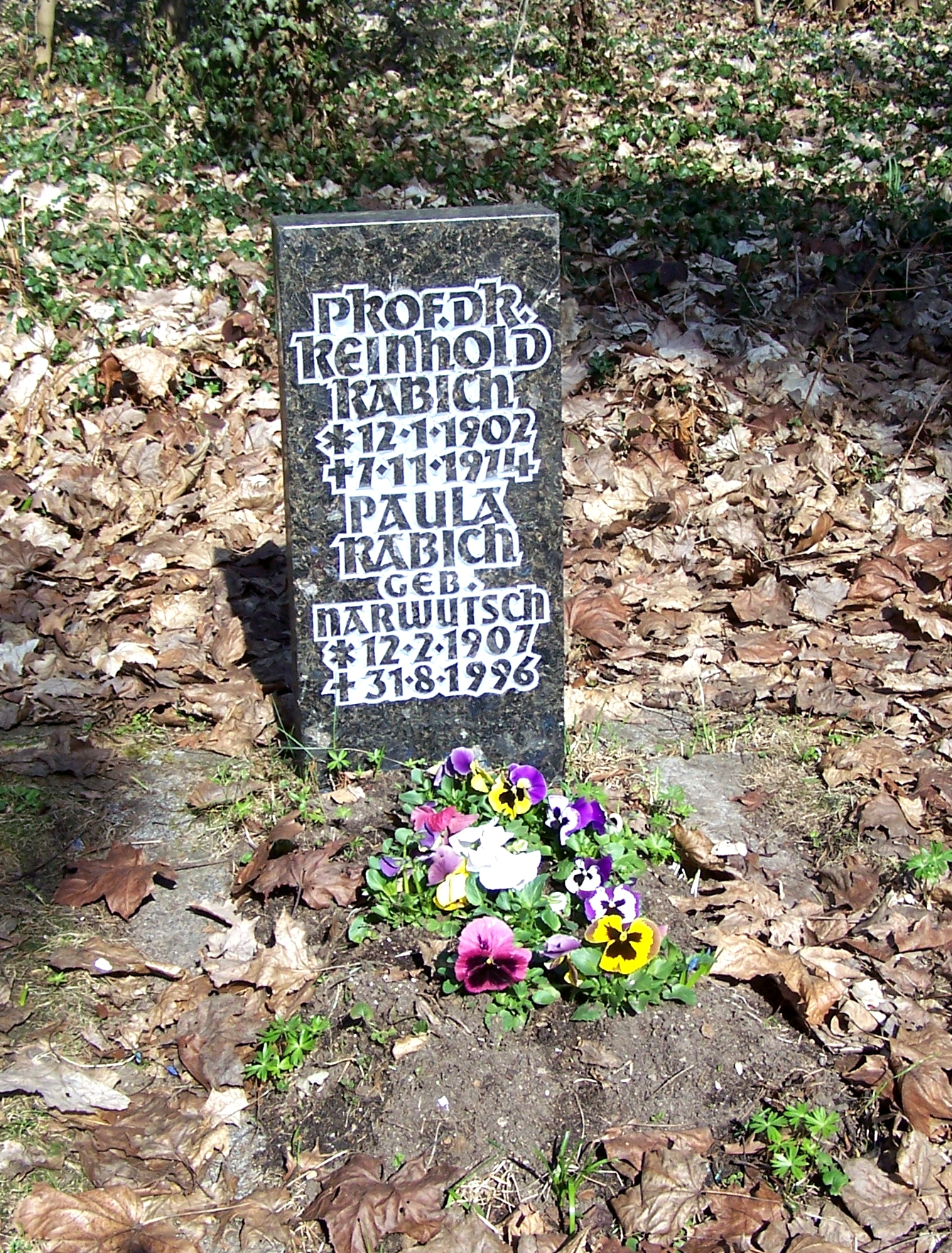
Sepultura de Rabich, St.-Pauli-Friedhof, Dresden

Reinhold Rabich  (Gotha, 12 de janeiro de 1902 – Dresden, 7 de novembro de 1974) foi um engenheiro civil alemão.

## Biografia
Rabich frequentou em Gotha a Oberrealschule, onde foi desenhista, construtor e calculista de estática na fábrica de vagões de Gotha, estudando depois do Abitur em 1928 engenharia civil na Universidade Técnica de Dresden (TU Dresden), obtendo o diploma em 1932, onde foi depois assistente. De 1934 a 1945 foi engenheiro na Dyckerhoff & Widmann em Berlim. Paralelamente ao planejamento de edificações em concreto armado pesquisou sobre a estática destas obras com Franz Dischinger e Ulrich Finsterwalder. Encontrou em especial fórmulas práticas para a estática de cascas, em especial cascas cilíndricas. De 1945 a 1949 foi engenheiro de testes autônomo em Gotha e, em seguida, foi engenheiro estrutural e projetista no escritório de projeto de edifícios industriais em Dresden, onde também se tornou representante autorizado e chefe de departamento. Em 1952 obteve um doutorado na TU Dresden (Die Membrantheorie der einschalig hyperbolischen Rotationsschale'). Em 1956 foi professor de estática e teoria da elasticidade e em 1958 professor de concreto armado na Faculdade de Engenharia Civil de Cottbus e obteve a habilitação em 1961. De 1962 a 1967 foi professor de teoria e construção de placas e cascas na TU Dresden.

## Obras
- Die Membrantheorie der einschalig hyperbolischen Rotationsschale, Dissertation, TU Dresden 1952, teilweise in: Bauplanung-Bautechnik, Nr., 1953, p. 310–318, 320
- Die Standsicherheit der Tagebaukippen unter besonderer Berücksichtigung der zeitlichen Belastungsgeschwindigkeit, Habilitação 1961
- Die Statik der Schalenträger, Bauplanung-Bautechnik, Volume 8, 1954, Nr. 1, Volume 9, 1955, Nr. 4, Volume 10, 1956, Nr. 1, Volume 11, 1957, Nr. 1, 2
- Randwerttabellen für Zylinderschalen, VEB Verlag für Bauwesen 1960
- Statik der Platten, Scheiben, Schalen, in: G. Grüning, A. Hütter (Hrsg.),  Ingenieurtaschenbuch  Bauwesen, Band 1, Edition Leipzig 1964, Abschnitt 7
- Leitfaden Berechnung von Kreiszylinderschalen mit Randgliedern, Berlin, VEB Verlag für Bauwesen 1965
- Theorie und Berechnung der Schalen, in: Betontaschenbuch, Volume 5, 1970, p. 237–266